# El Colono (periódico)
El Colono fue un periódico chileno editado e impreso en la ciudad de Angol, en la actual Región de La Araucanía. Fue fundado el 13 de diciembre de 1885 y era de carácter provincial de la antigua provincia de Malleco. 

## Historia
El periódico fue fundado por un grupo de angolinos preocupados por la escasa cobertura periodística que existía en la región histórica de la Araucanía, así como también de la difusión en la zona de los hechos noticiosos del resto del país, terminando de esta forma con el desierto noticioso en el que se encontraba la región. Ellos fueron Leoncio Arce, Manuel Virginio Bunster, José Olegario Cortés, Manuel A. Cruz, Alejandro Larenas, Tomás Romero y Miguel Ángel Urrutia. Fue nombrado como primer director del periódico a Pedro Bernales, ciudadano peruano que fue desterrado de su país como prisionero político por el Ejército de Chile durante la ocupación chilena de Lima.
El nombre del periódico se origina debido al proceso de colonización europea de la Araucanía, iniciado a partir de 1883, una vez terminados los conflictos de la ocupación (o pacificación) de la región conocida desde la época del Chile colonial como La Frontera, lo que permitió la llegada de familias de inmigrantes suizos, franceses, alemanes, británicos,  italianos, etc. En un contexto regional de aquella época, la llegada de estos colonos, que ya se encontraban alfabetizados, aperturaron escuelas privadas laicas y también protestantes, amaparadas en la ley interpretativa a la libertad de culto de 1865, ayudando a reducir las altas tasas de analfabetismo de la zona, incrementando de ese modo el número de potenciales lectores locales que necesitaban informarse sobre la contingencia política, social, económica, etc.
Para sus publicaciones, El Colono contó con la participación de diversos intelectuales, escritores y personas aficionadas o vinculadas a las letras en general, como fueron el británico Carlos Rowsell, Temistocles Conejeros como columnista estable y quien sucedió en la dirección del periódico a Pedro Bernales desde su fallecimiento en 1898, entre otros. Como corresponsal y redactor en Santiago colaboró el periodista y diplomático peruano José Arnaldo Márquez, quien al igual que Bernales, había sido desterrado a Chile y reportaba información relevante para la opinión pública de esa zona del sur del país.
Luego de publicarse ininterrumpidamente desde su fundación, el periódico cesó su circulación entre el 8 de mayo de 1931 y el 10 de enero de 1937, cuando retomó por un corto periodo sus impresiones hasta el 10 de septiembre del año siguiente, cuando cerró definitivamente.
En la actualidad, la Biblioteca Nacional de Chile conserva algunos ejemplares del periódico.